# Dreamland (Glass Animals-album)
A Dreamland az angol Glass Animals indie rock együttes harmadik stúdióalbuma, amely 2020. augusztus 7-én jelent meg, miután elhalasztották 2020. júliusi dátumáról.
A Dreamland az együttes első albuma a How to Be a Human Being (2016) kiadása óta és a Glass Animals dobosának 2018 júliusban történt balesete után kezdték el megírni. A lemezt szinte teljesen egyedül szerezte és végezte rajta a produceri munkát az együttes frontembere, Dave Bayley, így szövegei gyakran az ő életére utalnak, az album nagy része önéletrajzi, amely nagy változás a csoport korábbi munkáihoz képest. Zeneileg és szövegét is inspirálta Bayley texasi gyerekkora, főként az 1990-es és 2000-es évek popkultúrája. Az albumot úgy jellemezték, mint, ami nosztalgiával „van átitatva” és Bayley gyerekkorában készített felvételekből készült közjátékokkal van kiegészítve. A Dreamland hangzására nagy hatással volt a 2000-es évek elején népszerű R&B-, és hiphopstílusok, a lemezen közreműködött Denzel Curry is.
Öt kislemez jelent meg az albumról: a Tokyo Drifting, a Your Love (Déjà Vu), a Dreamland, a slágerlistavezető Heat Waves és az It’s All So Incredibly Loud. Egy vizuális albumot is kiadtak vele, Dreamland: The Home Movies címen, VHS kazettán. Az albumot pozitívan értékelték a zenekritikusok.

## Háttér
2018. július 2-án a Glass Animals dobosát, Joe Seawardot elütötte egy kamion miközben Dublinban, Írországban biciklizett, amelynek következtében eltört a lába és megrepedt a koponyája, agyműtétre volt szüksége. Az együttes lemondta a tervezett koncertállomásait. Mivel akkor még nem tudták, hogy Seaward túléli-e a balesetet, Dave Bayley azt mondta, hogy „nehéz volt előretekinteni” és az időszakban sokkal inkább visszatekintett régi emlékekre és megpróbált „kényelmet találni bennük, akkor is, ha az emlékek maguk kényelmetlenek voltak.” 2018 szeptemberében Seaward egy posztban leírta, hogy meg kellett újra tanulnia beszélni, olvasni és sétálni, illetve, hogy újra elkezdett dobolni.
Seaward felépülése közben Bayley többször is Los Angelesbe utazott. Ennek fő indoka az volt, hogy közreműködött más előadók zenéjén, mint 6lack, King Princess, Khalid és DJ Dahi, főként producerként és dalszerzőként. Miközben más előadóknak írt dalokat, Bayley megfigyelte, hogy más előadók hogyan írnak saját magukról és elkezdett személyesebb témákról írni. Ezen váltás pozitív fogadtatása inspirálta az énekest, hogy ezt a technikát saját zenéjében is felhasználja. A második Glass Animals-album, a How to Be a Human Being (2016) egy koncepcióalbum volt, amelyen minden egyes dal egy másik ember történetét mesélte el. A dalokat olyan személyek inspirálták, akikkel Bayley a Zaba (2014) népszerűsítésének céljával folytatott turnézás közben találkozott. Bayley általában ellenezte az önéletrajzi dalok megírását, inkább más valós vagy kitalált karaktereket használt fel. Ennek ellenére a How to Be a Human Being utolsó dala, az Agnes egy közeli barátjáról szólt, aki öngyilkos lett. Bayley azt nyilatkozta a The Independentnek, hogy az Agnes megnyitotta az utat a Dreamlandnek.
A Dreamlandet Londonban vették fel 2019-ben, mikor már Seaward is tudott velük dolgozni. Az album nagy részét Bayley állította össze, míg az együttes többi tagja sokkal inkább az album zenei oldalával és az utómunkálatokkal foglalkozott, illetve részt vettek a dalok kiválasztásának folyamatában is. A Dreamlandnek szinte teljesen Bayley volt a producere, bár a Your Love (Déjà Vu) dalon kisegítette Paul Epworth, az együttes mentora. Mike Dean amerikai hiphop-producer is részt vett az album felvételében. Az albumot Bayley, David Wrench, Manny Marroquin és MixedByAli keverte.

## Zene és dalszöveg
A Dreamlandet szinte teljesen Dave Bayley, az együttes frontembere szerezte és ő végezte rajta a produceri munkát. Az album dalszövegeinek nagy része önéletrajzi, több magazin is egy memoárnak hívta. A Dreamland Bayley első texasi gyerekkorában gyűjtött emlékeitől kezdve végigköveti életét, egészen a jelenig. Bayley a következőt mondta az albumról:
„A Dreamland mögötti ötlet az volt, hogy az első emlékemtől a jelenig eljutok benne, az összes ráébredésemen keresztül, amik életemben történtek. Arról a dolgoktól szól, amik velem történtek és az emberekről, akik körülvettek abban az időben, a jó dolgok a rossz dolgok, a borzasztó dolgok, a vicces dolgok, az összezavaró dolgok, az időszakok, mikor utáltam magam, mikor utáltam másokat, az első szerelmek, a szexualitás felfedezése, a szomorúság, az elhagyatottság és mentális egészség. Lényegében csak képeket fest ezekről a pillanatokról és időszakokról, amik visszatekintve azzá tettek, aki vagyok.”
{{Több kép}}: nincs elég képAz albumot Bayley gyerekkorában Orit Braha, az énekes anyja által felvett videók köré építették, amelyek közjátékokként vannak elszórva a lemezen. A közjátékon hallható, ahogy anyja a dátumot 1994. május 7-ként jelöli meg, azt, ahogy Bayleyvel rakétákról és a Szezám utcáról beszél és nevet a fián, aki rosszul vette fel cipőjét. Tekintve, hogy az album háttere Bayley texasi gyerekkora, az énekes célja az volt, hogy az album hangzása olyan „stílusok kombinációja” legyen, amelyekkel felnőtt és beszéljen olyan dolgokról, amiket evett, nézett a televízióban, arról, hogy mit csinált szabadidejében és kik voltak barátai. Az albumon több gyerek is hallható, videójátékok hangjai mellett. Az album dalszövegében hivatkozik olyan dolgokra, mint a Memorex, Kodachrome, jégkrém-szendvicsek, Mr. Miyagi, rámen, a Jóbarátok, a Space Ghost Coast to Coast, a Grand Theft Auto, Dr. Dre, a Doom, a Quake, a Geo Metro, a Pokémon, üvegrakéták, Dunkaroos, Capri Sun, kickball, a GoldenEye 007, Hot Pockets, a Street Fighter, Michael Jordan, Scottie Pippen, Pete Tong, G.I. Joe, Nike Air Force 1 cipők, az Aquemini, Pepsi Blue, a Scooby-Doo, Fruit Loops és a The Price Is Right.
Az album hangzását inspirálta több zenei stílus is, de főként a 2000-es elején népszerű R&B, pop és hiphop, illetve az 1960-as évek rockja. Gyerekként Bayley gyakran hallgatott egy olyan rádióállomást, ami olyan hiphopelőadókat adott, mint Missy Elliott, Dr. Dre, Eminem és Timbaland. Ezen előadókon kívül befolyásolta a Dreamland hangzását a Talking Heads, a The Beatles, a The Beach Boys, Nina Simone, Otis Redding és Bob Marley, akiknek zenéjét szülein keresztül ismerte meg az énekes. Az album hangzását ezek mellett befolyásolta a felvételek folyamata is, amelynek során Bayley olyan hangszereket vásárolt, amiről úgy érezte, hogy a The Beatles vagy a The Beach Boys használta volna és ezeknek a hangmintáit dolgozta fel újra, a Timbaland és Dr. Dre által használt eszközökön keresztül. Ugyanígy állt a felvételekhez is.

## Számlista
Az összes dal szerzője Dave Bayley. 
| 1.    | Dreamland                        |                                                  | 3:23 |
| 2.    | Tangerine                        | Dave Bayley Brittany Hazzard                     | 3:20 |
| 3.    | ((home movie: 1994))             | Bayley                                           | 0:07 |
| 4.    | Hot Sugar                        | Bayley Ann Bridgeforth Dave Hamilton Rony Darrel | 3:54 |
| 5.    | ((home movie: btx))              |                                                  | 0:13 |
| 6.    | Space Ghost Coast to Coast       |                                                  | 3:07 |
| 7.    | Tokyo Drifting (Denzel Curryvel) | Bayley Caiphus Semenya Denzel Curry              | 3:36 |
| 8.    | Melon and the Coconut            |                                                  | 2:28 |
| 9.    | Your Love (Déjà Vu)              |                                                  | 3:54 |
| 10.   | Waterfalls Coming Out Your Mouth |                                                  | 2:41 |
| 11.   | It’s All So Incredibly Loud      |                                                  | 4:19 |
| 12.   | ((home movie: rockets))          |                                                  | 1:00 |
| 13.   | Domestic Bliss                   |                                                  | 3:18 |
| 14.   | Heat Waves                       |                                                  | 3:58 |
| 15.   | ((home movie: shoes on))         |                                                  | 0:31 |
| 16.   | Helium                           |                                                  | 5:28 |
| 45:17 |                                  |                                                  |      |

| 17. | I Don’t Wanna Talk (I Just Wanna Dance) | 3:15 |

| 1. | Tangerine (Arlo Parksszal)                   | 3:27 |
| 2. | Space Ghost Coast to Coast (Bree Runway-jel) | 3:18 |
| 3. | Heat Waves (Iann Diorral)                    | 2:55 |

| 1. | Heat Waves (Diplo Remix)          | 2:21 |
| 2. | Heat Waves (Shakur Remix)         | 3:18 |
| 3. | Heat Waves (Oliver Heldens Remix) | 4:03 |
| 4. | Heat Waves (Riton Remix)          | 2:40 |
| 5. | Heat Waves (Sonny Fodera Remix)   | 3:11 |
| 6. | Heat Waves (Oliver Malcolm Remix) | 2:51 |

| Dreamland (+ Bonus Levels) Disc Four | Dreamland (+ Bonus Levels) Disc Four       | Dreamland (+ Bonus Levels) Disc Four | Dreamland (+ Bonus Levels) Disc Four | Dreamland (+ Bonus Levels) Disc Four | Dreamland (+ Bonus Levels) Disc Four | Dreamland (+ Bonus Levels) Disc Four | Dreamland (+ Bonus Levels) Disc Four | Dreamland (+ Bonus Levels) Disc Four | Dreamland (+ Bonus Levels) Disc Four |
|                                      | Cím                                        | Hossz                                |                                      |                                      |                                      |                                      |                                      |                                      |                                      |
| ------------------------------------ | ------------------------------------------ | ------------------------------------ | ------------------------------------ | ------------------------------------ | ------------------------------------ | ------------------------------------ | ------------------------------------ | ------------------------------------ | ------------------------------------ |
| 1.                                   | Heat Waves (Stripped Back)                 | 3:14                                 |                                      |                                      |                                      |                                      |                                      |                                      |                                      |
| 2.                                   | Your Love (Déjà Vu) (Stripped Back)        | 4:08                                 |                                      |                                      |                                      |                                      |                                      |                                      |                                      |
| 3.                                   | Space Ghost Coast to Coast (Stripped Back) | 3:02                                 |                                      |                                      |                                      |                                      |                                      |                                      |                                      |
| 87:00                                |                                            |                                      |                                      |                                      |                                      |                                      |                                      |                                      |                                      |

Feldolgozott dalok:
- Hot Sugar: Deep Shadows, szerezte: Ann Bridgeforth, Dave Hamilton és Rony Darrel, előadta: Little Ann.
- Tokyo Drifting: Mahlalela (Lazy Bones), szerezte: Caiphus Semenya, előadta: Letta Mbulu.

Megjegyzések:
1. ↑  Az összes dal producere Dave Bayley, kivéve a Your Love (Déjà Vu), amelyen Bayley és Paul Epworth dolgozott.
2. ↑  A Helium része a ((home movie: are you watching tv)) rejtett közjáték is.

## Közreműködő előadók

### Zenészek
| Glass Animals - Dave Bayley – vokál (1, 2, 4, 6–11, 13–16), basszus vokál (1, 6, 13), billentyűk (1, 3–5, 8, 10, 11, 13–16), gitár (4, 6, 8, 10, 11, 13–16), dobok (1, 4, 6–11, 13–16), szintetizátor (4, 7, 9, 14), ütőhangszerek (11, 13, 15), vonós hangszerek (1, 2, 4, 7, 9, 11–16), keverés (3, 5, 12, 15), programozás (1, 4, 6–16) - Andrew MacFarlane – vonós hangszerek (2, 11, 12, 13, 14), gitár (6, 10, 14, 16), billentyűk (6, 9, 13), programozás (12, 13, 14) - Edmund Irwin Singer – gitár (6, 14, 16), billentyűk (9), basszus vokál (10), vonós hangszerek (12), szintetizátor (13), programozás (12, 13, 14) - Joe Seaward – dobok (9, 14), ütőhangszerek (11) | További zenészek - Paul Epworth – ütőhangszerek (11), vonós hangszerek (2), szintetizátor (6) - David Wrench – programozás (1, 8, 10, 11, 13, 16) - Orit Braha – vokál (3) - Denzel Curry – vokál (7) - Letta Mbulu – vokál (7) |

### Utómunka
| - Dave Bayley – producer (összes dal), felvételi hangmérnök (összes dal) - Paul Epworth – co-producer (9) - David Wrench – keverés (1, 8, 10, 11, 13, 16) - Manny Marroquin – keverés (2, 4, 9, 14) - Derek Ali – keverés (6) - David Nakaji – keverés (7) - Riley McIntyre – felvételi hangmérnök (1–6, 8–16) - Luke Pickering – asszisztens felvételi hangmérnök (1–6, 8–16) - Chloe Kramer – asszisztens felvételi hangmérnök (1–6, 8–16) | - Chris Galland – keverési hangmérnök (2, 4, 14) - Curtis Bye – keverő asszisztens (6) - Cyrus Taghipour – keverő asszisztens (6) - Jeremie Inhaber – keverő asszisztens (2, 4, 14) - Robin Florent – keverő asszisztens (2, 4, 14) - Scott Desmarais – keverő asszisztens (2, 4, 14) - Chris Gehringer – mastering (1–6, 8–16) - Mike Bozzi – mastering (7) |

## Slágerlisták
| Albumlista (2020–2021)                  | Legmagasabb pozíció |
| --------------------------------------- | ------------------- |
| Ausztrál albumlista (ARIA)              | 6                   |
| Osztrák albumlista (Ö3 Austria)         | 69                  |
| Belga albumlista (Ultratop Flanders)    | 32                  |
| Belga albumlista (Ultratop Wallonia)    | 106                 |
| Brit albumlista (OCC)                   | 2                   |
| Holland albumlista (Album Top 100)      | 15                  |
| Ír albumlista (OCC)                     | 8                   |
| Kanadai albumlista (Billboard)          | 13                  |
| Német albumlista (Offizielle Top 100)   | 43                  |
| Skót albumlista (OCC)                   | 3                   |
| Svájci albumlista (Schweizer Hitparade) | 51                  |
| US Billboard 200                        | 7                   |
| US Top Rock Albums (Billboard)          | 1                   |
| Új-zélandi albumlista (RMNZ)            | 8                   |

| Év   | Albumlista                     | Pozíció |
| ---- | ------------------------------ | ------- |
| 2020 | US Top Rock Albums (Billboard) | 46      |
| 2021 | Ausztrál albumlista (ARIA)     | 87      |
| 2021 | Dutch Albums (Album Top 100)   | 84      |
| 2021 | US Billboard 200               | 87      |
| 2021 | US Top Rock Albums (Billboard) | 9       |

## Minősítések
| Régió                   | Minősítés    | Példányszám |
| ----------------------- | ------------ | ----------- |
| Kanada (Music Canada)   | Platinalemez | 80 000      |
| Egyesült Államok (RIAA) | Aranylemez   | 500 000     |